# Kasteel San Nicola de Thoro Plano
Het Kasteel of Castello di San Nicola de Thoro Plano (9e en 15e eeuw) bevindt zich in de gemeente Maiori, een stad in de Zuid-Italiaanse regio Campanië. Het middeleeuws kasteel is verbonden met de geschiedenis van het hertogdom Amalfi. Het diende niet alleen om de landheer te beschermen maar ook als toevluchtsoord voor grote delen van de bevolking.

## Naam
- San Nicola was de patroonheilige van de oorspronkelijke kerk. De kerk stond er al voor de eerste bouw in de 9e eeuw.
- Thoro Plano verwijst naar het vlakke deel van de berg Thoro.

## Historiek

### 9e eeuw
Na de moord op prins Sicard van Benevento spatte zijn rijk uiteen. Opeenvolgende legers van het uiteengevallen rijk der Longobarden in Zuid-Italië zorgden voor oorlogsgeweld. De landheren van Amalfi bouwden hun eigen hertogdom Amalfi uit. Hun voorkeur ging uit naar de berg waar de kerk San Nicola stond. Met de bouw van het kasteel San Nicola de Thoro Plano hadden de hertogen van Amalfi hun eigen vesting; deze vesting fungeerde tevens als communicatiepost tussen hun legereenheden. Tevens moest de bevolking beschermd worden tegen invallende Saraceense zeerovers op de Amalfitaanse kust.

### 14e eeuw
Van 1465 tot 1468 werd het kasteel San Nicola de Thoro Plano aanzienlijk vergroot. De hertogen van Piccolimini, vazal van koning Ferrante van Napels, bouwden het groots uit. Het kostte de stad Maiori 6.000 dukaten. Binnen het kasteel verrezen er een kazerne, torens, stapelhuizen en een drinkwaterput met reservoir. De auteur van de kroniek De tuitione Regii Demanii status Amalphiae, Michelangelo Gizzio di Ravello, beschreef het als volgt: in het edele en zeer dappere land van Maiori dankzij de wachttorens gebouwd op de zee en uitgerust met kanonnen en dankzij een zeer omsloten kasteel dat zich bevindt in het hoogste deel van hetzelfde land Maiori en dat San Nicola genoemd wordt.
Later geraakte het kasteel in verval doch werd in de 19e eeuw als museum ingericht.